# Promachus apivorus
Promachus apivorus là một loài ruồi trong họ Asilidae. Promachus apivorus được Walker miêu tả năm 1860. Loài này phân bố ở miền Ấn Độ - Mã Lai.